# Wes McLean
Wes McLean est un homme politique canadien. Il représente la circonscription de Victoria-Tobique à l'Assemblée législative du Nouveau-Brunswick de 2010 à 2014.

## Biographie
Résident de Perth-Andover, Wes McLean est titulaire d'un baccalauréat ès arts de l'Université Saint Thomas de Fredericton. Il a travaillé comme adjoint législatif pour le sénateur Noël Kinsella en 2003 et 2004. Il est embauché en 2006 par le Cabinet du premier ministre du Canada Stephen Harper, à titre d'adjoint spécial pour le Canada atlantique, puis occupe des fonctions de conseiller principal auprès du ministre des Anciens Combattants, du ministre régional responsable du Nouveau-Brunswick. Entre 2008 et 2010, il travaille comme conseiller principal auprès de Marjory LeBreton, leader parlementaire du gouvernement au Sénat.